# エスクワイア
エスクワイア (esquire) またはスクワイア (squire) は、中世ヨーロッパにおける騎士の志願者。のちに書簡や文書で男性名に付す敬称となった。

## 地位

### 従騎士
騎士の前段階として、まずペイジとして宮廷や貴族の館で仕事をした後、14歳くらいで従騎士（盾持ち・スクワイア・エスクワイア）となり、一人の騎士を主人と仰いで、身の回りの世話から、戦場への甲冑の運搬、武器の修理や、戦いの際に主人に甲冑を着せることまでを1人でとり行なった。
この従騎士としての仕事を何年か続けた後に、17歳から20歳前後で、一人前の騎士と認められ、叙任を受けた。叙任は、主人の宮廷や先輩騎士の屋敷で、多くの人々が見守る中、華やかに行われることが多かったが、中には、戦場で叙任される者もいた。
従騎士は銀の拍車を普段つけていたが、騎士に叙任されることにより、拍車を金もしくは金メッキのものに改めた。エスクワイアは、本来、こういう騎士を目指す貴族の少年もしくは青年をさした。

### 郷士
時代が下るにつれ、エスクワイアは貴族としての爵位は持たずとも、領地をもち、庶民院の立候補、及び投票資格のあるジェントリ階級の一階級をさすようになっていった。

## 敬称
エスクワイアは、男性の氏名につける敬称に使われる。

### 用法
氏名のあとに、コンマを挿んで続ける。公文書以外の、手紙の宛名などでは、Esq. もしくは Esqr. と略される。たとえば:
Esq. を使う場合、氏名の前の敬称は使わない。すなわち、次のような宛名は誤りである:

### 対象
アメリカ合衆国では通常、法曹界の人物、すなわち、弁護士・裁判官・治安判事などに対し使われる。